# Бобовек
Бобовек (словен. Bobovek) је насељено место у општини Крањ, Горењска регија, Словенија.

## Историја
До територијалне реорганизације у Словенији био је у саставу старе општине Крањ.

## Становништво
У попису становништва из 2011. године, Бобовек је имао 139 становника.
| Број становника према пописима | Број становника према пописима | Број становника према пописима |
| ------------------------------ | ------------------------------ | ------------------------------ |
| 1991                           | 2002                           | 2011                           |
| 139                            | 138                            | 139                            |

## Галерија
- Бобовшка језера, језеро Крокодилница
- Бобовшка језера, језеро Чукова јама
- Бобовшка језера, језеро Ледвичка